# Fábio Ferreira da Silva
Fábio Ferreira da Silva, detto Fábio Ferreira (Campina Grande, 4 ottobre 1984), è un ex calciatore brasiliano, di ruolo difensore.

## Caratteristiche tecniche
Gioca come difensore centrale.

## Carriera

### Club
Iniziò la carriera nelle giovanili del Corinthians, giocando nell'ultima giornata del Campeonato Brasileiro Série A 2004 contro la Juventude.
Nel 2005 e 2006 fu mandato in prestito al Noroeste, e successivamente alla Juventude per il Campeonato Brasileiro Série A 2006; per volere di Paulo César Carpegiani tornò al Corinthians per il campionato 2007.
Il 22 dicembre 2008 è passato al Grêmio.

## Palmarès

### Club

#### Competizioni nazionali
- Campionato brasiliano: 1

Corinthians: 2005
- Campionato brasiliano di seconda divisione: 1

Corinthians: 2008

#### Competizioni statali
- Campionato Carioca: 1

Botafogo: 2010